# Gilbert P. Hamilton
Gilbert P. Hamilton est un réalisateur américain, né le 9 février 1890 et mort le 22 mai 1962 à New York (État de New York).

## Biographie
Fils d'un capitaine de navire, il commence à travailler sur les docks ou comme vendeur de tickets de chemins de fer. Sa carrière cinématographique commence chez Edison, dans le développement des films, puis il est cameraman chez Biograph. Il devient directeur général de la St. Louis Motion Pictures, puis crée Albuquerque Company.

## Filmographie
- 1912 : Chiquita, the Dancer
- 1912 : Geronimo's Last Raid
- 1912 : Raiders of the Mexican Border
- 1912 : Regeneration
- 1913 : A Tale of Death Valley
- 1913 : Rescued from the Burning Stake
- 1913 : Single-Handed Jim
- 1913 : Taming a Cowboy
- 1913 : The Power of Civilization
- 1913 : The Trail of Cards
- 1913 : Unwritten Law of the West
- 1914 : A Web of Fate
- 1914 : Even Unto Death
- 1914 : False Pride Has a Fall
- 1914 : His Heart His Hand and His Sword
- 1914 : Pretzel Captures the Smugglers
- 1914 : The Daughter of the Tribe
- 1914 : The Desperado
- 1914 : The First Law of Nature
- 1914 : The Lust of the Red Man
- 1914 : The Price of Crime
- 1914 : The Toll of the War-Path
- 1914 : The Trail of the Law
- 1914 : The Unwritten Justice
- 1915 : Aloha Oe
- 1915 : Sammy's Scandalous Scheme
- 1915 : The Purple Hills
- 1916 : Inherited Passions
- 1916 : Sammy Versus Cupid
- 1917 : The Maternal Spark
- 1918 : A Soul in Trust
- 1918 : Captain of His Soul
- 1918 : Everywoman's Husband
- 1918 : False Ambition
- 1918 : High Tide
- 1918 : The Golden Fleece
- 1918 : The Last Rebel
- 1918 : The Vortex
- 1919 : Coax Me
- 1919 : Open Your Eyes
- 1919 : The Woman of Lies
- 1920 : The Tiger Band